# LT&SR Third Class 18
Die Abteilwagen der 3. Klasse (im Englischen mit Third Class bezeichnet) nach Musterblatt 18 der britischen London, Tilbury and Southend Railway (LT&SR) wurden ab 1901 gebaut. 

## Geschichte
1901 ließ die LT&SR bei der Metropolitan Railway Carriage and Wagon Company die ersten Personenwagen mit Drehgestellen bauen. Neben Wagen der 1. Klasse nach Musterblatt 6, gemischtklassigen Wagen nach Musterblatt 10 und Wagen der 3. Klasse mit Gepäck- und Zugführerabteil nach Musterblatt 25 entstanden zwischen 1901 und 1911 insgesamt 73 Abteilwagen der 3. Klasse. 
Acht Exemplare bekamen versuchsweise eine Toilette. Dazu wurde ein Abteil entsprechend verkleinert. Zugang zu dieser Toilette bestand aber nur für die zwei angrenzenden Abteile. Die ab 1908 gebauten Wagen bekamen einen rund 10 cm breiteren Wagenkasten, was jedoch keinerlei Einfluss auf die Anzahl der Sitzplätze hatte.
Mit der Übernahme der LT&SR durch die Midland Railway (MR) 1912 gingen der gesamte Wagenbestand an die MR über. Sie erlebten alle 1923 den Zusammenschluss der MR mit anderen Gesellschaften zur London, Midland and Scottish Railway (LMS).

## Lackierung und Beschriftung
Die Wagenkästen bestanden, wie bei allen Personenwagen der LT&SR, aus klarlackiertem Teakholz und hatten goldfarbene Zierlinien und Beschriftungen mit rotem Schatten. Die Dächer waren hellgrau, Fahrgestelle und alle anderen Metallteile wurden schwarz lackiert.